# ФК Хапоел Тел Авив
ФК Хапоел Тел Авив (хебр. הפועל תל-אביב‎) је израелски фудбалсли клуб из Тел Авива, један од најпознатијих израелских клубова који се такмичи у Премијер лиги Израела. У својој историји освојили су 13 титула првака и 11 националних купова.
Навијачи Хапоела називају се „црвени врагови“ Израела, те су политички повезани са социјалистима и највећом државном трговачком унијом Хистадрут. Политички су лево настројени.

## Историја
Клуб је основан 1923, но, убрзо се распао. Опет су га оформили 1925, па онда 1926, након чега је непрекидно делује као фудбалски клуб. Године 1927. удружили су се са „ФК Аленби“, 1928. освојили су свој први трофеј - национални куп. Од 1934. до 1936. освојили су 3 узастопне титуле првака, док су у држави наступали и Британци. Још два титуле освојили су 1943. и 1945.
Након што је Израел постао независна држава, 1948, Хапоел Тел Авив је титулу првака чекао до 1957. А након тога тек 1966. Прво Азијско клупско првенство освојили су 1967. након победе над малезијским Селенгуром (2:1 ).
70-их година клуб није освојио ниједан трофеј, док их је следеће деценије било 4. 1989. због проблема око руковођења клубом, избачени су у другу лигу. Вратили су се већ следеће године, до чекали до 1999. да освоје неки трофеј (куп ). 
2000. клуб је освојио и куп и првенство. 2001. дошли су до четвртфинала Купа УЕФА, где их је поразио италијански Милан (0:1 у Милану, 0:2 код куће ). На путу до најбољих 8 клуб је победио Локомотиву из Москве, Челси и Парму.
У 21. веку Хапоел бележи врло добре резултате у националном првенству, те је познат и у европским такмичењима.

## Трофеји
- Првенство Израела

1934, 1935, 1936, 1938, 1940, 1943, 1957, 1966, 1969, 1981, 1986, 1988, 2000
- Израелски куп

1928, 1934, 1937, 1938, 1939, 1960, 1972, 1983, 1999, 2000, 2006, 2007

## Хапоел Тел Авив у европским такмичењима *
| Сезона   | Такмичење     | Ранг             | Земља               | Клуб             | Резултат            |          |
| -------- | ------------- | ---------------- | ------------------- | ---------------- | ------------------- | -------- |
| 1995/96  | УЕФА куп      | кв..             | Молдавија           | Зимбру           | 0-2, 0-0            |          |
| 1996     | Интертото куп | Група (дом.)     | Француска           | Рен              | 0-2                 |          |
|          |               | Група (гост)     | Швајцарска          | Луцерн           | 0-2                 |          |
|          |               | Група (дом.)     | Хрватска            | Сегеста          | 1-3                 |          |
|          |               | Група (гост)     | Шведска             | Ергрите          | 0-3                 |          |
| 1998/99  | УЕФА куп      | 1 коло кв.       | Финска              | ФинПа            | 3-1, 3-1            |          |
|          |               | 2 коло кв.       | Норвешка            | Стромгодест      | 1-0, 0-1 (2-4 пен.) |          |
| 1999/00  | УЕФА куп      | кв.              | Јерменија           | Јереван          | 2-0, 2-1            |          |
|          |               | 1 коло           | Белгија             | Клуб Бриж        | 3-1, 2-4            |          |
|          |               | 2 коло           | Холандија           | Ајакс            | 0-3, 1-0            |          |
| 2000/01  | Лига шампиона | 2 коло кв.       | Аустрија            | Штурм            | 0-3, 1-2            |          |
| 20001/02 | УЕФА куп      | кв.              | Јерменија           | Арарат           | 2-0, 3-0            |          |
|          |               | 1 коло           | Турска              | Газиантепспор    | 1-0, 1-1            |          |
|          |               | 2 коло           | Енглеска            | Челси            | 2-0, 1-1            |          |
|          |               | 3 коло           | Русија              | Локомотива       | 2-1, 1-0            |          |
|          |               | 4 коло           | Италија             | Парма            | 0-0, 2-1            |          |
|          |               | четвртфинале     | Италија             | Милан            | 1-0*, 0-2           | Никозија |
| 2002/03  | УЕФА куп      | кв.              | Албанија            | Партизани        | 1-0, 4-1            |          |
|          |               | 1 коло           | Аустрија            | Кертен           | 4-0, 0-1            |          |
|          |               | 2 коло           | Енглеска            | Лидс             | 0-1, 1-4            |          |
| 2003/04  | УЕФА куп      | кв.              | Јерменија           | Банант           | 1-1, 2-1            |          |
|          |               | 1 коло           | Турска              | Газиантепспор    | 0-1, 0-0            |          |
| 2006/07  | УЕФА куп      | 2 коло кв.       | Словенија           | Домжале          | 1-2, 3-0            |          |
|          |               | 1 коло           | Бугарска            | Чрноморе         | 1-0, 3-1            |          |
|          |               | Група (гост)     | Грчка               | Панатинаикос     | 0-2                 |          |
|          |               | Група (дом.)     | Румунија            | Рапид Букурешт   | 2-2                 |          |
|          |               | Група (гост)     | Француска           | Паеи Сен Жермен  | 4-2                 |          |
|          |               | Група (дим.)     | Чешка               | Младе Болеслав   | 1-1,                |          |
|          |               | шенестина финала | Шкотска             | Ренџерс          | 2-1, 0-4            |          |
| 2007/08  | УЕФА куп      | 2 коло кв.       | Босна и Херцеговина | Широки Бријег    | 3-0, 3-0            |          |
|          |               | 1 коло           | Шведска             | АИК              | 0-0, 1-0            |          |
|          |               | Група (гост)     | Белгија             | Андерлехт        | 0-2                 |          |
|          |               | Група (дом.)     | Енглеска            | Тотенхем Хотспур | 0-2                 |          |
|          |               | Група (гост)     | Шпанија             | Хетафе           | 2-1                 |          |
|          |               | Група (дом.)     | Данска              | Алборг           | 1-3                 |          |
| 2008/09  | УЕФА куп      | 1 коло кв.       | Сан Марино          | Догана           | 3-0, 2-0            |          |
|          |               | 2 коло кв.       | Србија              | Војводина        |                     |          |

- Израел је у УЕФА примљен 1994. године

## Збирни европски резултати
Стање 1. августа 2008.
| Такмичење             | ИГ. | Д  | Н | ИЗ. | ГД | ГП |
| --------------------- | --- | -- | - | --- | -- | -- |
| Лига шампиона         | 2   | 0  | 0 | 2   | 1  | 5  |
| Куп победника купова  | 0   | 0  | 0 | 0   | 0  | 0  |
| УЕФА куп              | 52  | 28 | 9 | 15  | 72 | 48 |
| Интертото куп         | 4   | 0  | 0 | 4   | 1  | 10 |
| Укупно УЕФА такмичења | 58  | 28 | 9 | 21  | 74 | 63 |

## Ранг листа УЕФА
Тренутни клупски рејтинг 2008.
- 106  Панониос
- 107  Тулуз
- 108  Хапоел Тел Авив
- 109  Борусија Дортмунд
- 110  ЦСКА Софија
- Цела листа